# Santiago Apóstol
|  | No s'ha de confondre amb Jaume el Major. |

Santiago Apóstol és una escultura urbana a l'exterior de l'església de La Manjoya, dedicada a Sant Jaume Apòstol Pelegrí, a la ciutat d'Oviedo (Astúries, Espanya) és una de les més d'un centenar que adornen els carrers de l'esmentada ciutat espanyola. L'escultura, feta de granit blanc, és obra d'un picapedrer artesà gallec, i està datada 2010. L'obra va ser adquirida pels feligresos de la parròquia per a ser instal·lada al pati del temple, que es localitza a la carretera de la Bolgachina. L'apòstol apareix amb els símbols que li són propis: la crossa, el barret de pelegrí... recolzat en una peanya feta amb el tronc d'un vell arbre sec, que tracta de simbolitzar les arrels cristianes del Principat d'Astúries. A la base es pot veure una placa explicativa en la qual s'informa de la instal·lació de l'escultura com a part dels esdeveniments de la celebració de l'Any Sant Compostel·là. Cal no perdre de vista que per aquesta zona discorre una de les rutes del Camí de Sant Jaume, un dels camins transversals del Vell Camí de Sant Jaume.